# Sofia Eriksdatter af Danmark
Sofia Eriksdatter af Danmark (født 1241 - død 1286) var Sveriges dronning fra 1260 til 1275 gennem sit ægteskab med kong Valdemar Birgersson af Sverige. Hun var datter af kong Erik Plovpenning af Danmark og dermed dansk prinsesse og svigerdatter til Birger Jarl. Hendes fødenavn var Sofie, men hun er kendt under den svenske form Sofia.

## Barndom
Prinsesse Sofies far Erik Plovpenning blev myrdet i 1250.

## Dronning af Sverige
Hun blev trolovet med den svenske konge Valdemar Birgersson for at styrke forbindelsen mellem de to riger. Da hun fik meddelelsen om det arrangerede ægteskab, gik hun ind i sit kammer og bad til Maria: "Giv mig lykke med ham og ham med mig". De giftede sig 1260 i Jönköping (i Ödeshög eller efter Erikskrøniken Ymninge).
Dronning Sofia beskrives som en kvik, temperamentsfuld og magtlysten skønhed med en hvas tunge, og der findes mange af  hendes skarpe replikker bevaret Hun kaldte ægtefællens brødre "Magnus Kittlarbøter", "kedelflikker", hvilket ansås som en fornærmelse, og "Erik ingen". Hun var kendt for sin interesse for skak. I 1269 besøgte hun sin fars grav og sine søstre Agnes og Jytta, der var i kloster i Danmark. I 1272 kom Jytta til Sverige og fik et barn med Valdemar året efter. Det gjorde, at kongen måtte gøre en pilgrimsfærd til Rom i 1274. "Ve mig. Den sorg overvinder jeg aldrig. Ve mig, at min søster nogensinde så Sveriges rige", skal hun have sagt. Da han afsattes efter slaget ved Hova i 1275 befandt de sig i Ramundeboda kloster i Närke; han sov, mens hun siges at have fået nyheden, mens hun spillede skak.
I 1277 vendte hun tilbage til Danmark; ægtefællen var begyndt at leve åbent med sine elskerinder og kritiseredes af biskopperne for at have forskudt hende. I 1283 skænkede eksdronningen sit laksefiskeri i Norrköping til Skt. Martins kloster i Skänninge og det er i hendes donationsbrev, at stednavnet Norrköping findes på skrift for første gang: Norkøponge.

## Børn
1. Ingeborg (1263 - 1292), gift med Gerhard II af Holsten
2. Erik (1272 - 1330)
3. Marina, gift med greve Rudolf von Diepholz
4. Rikissa (død cirka 1292), gift med Przemyslaw II af Polen
5. Katarina (- 1283)
6. Margareta, nonne